# Radio CORA

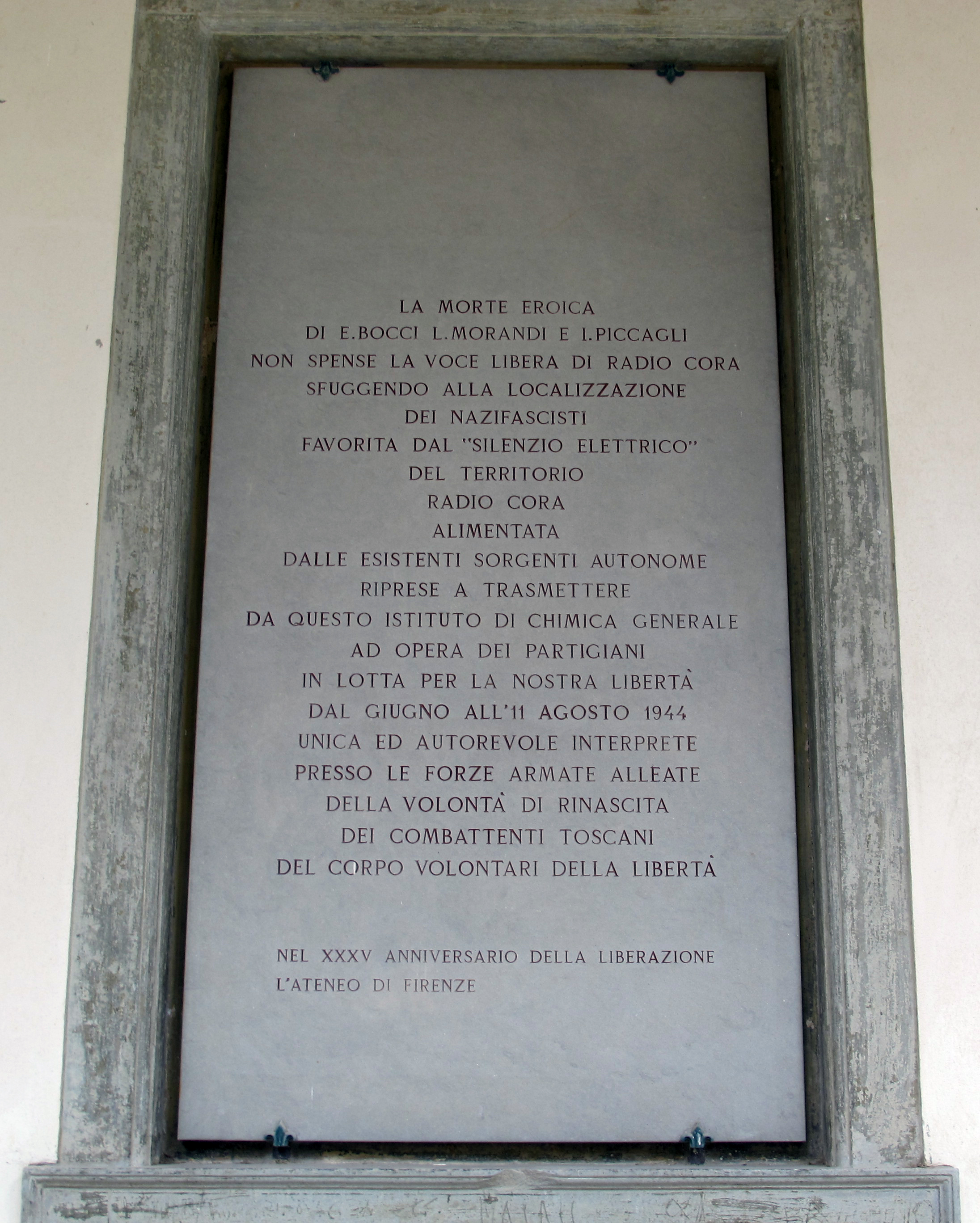
Targa a Radio Cora sulla palazzina dei Servi a Firenze

Radio CORA (acronimo per COmmissione RAdio) fu un'emittente clandestina a Firenze, creata del Partito d'Azione e gestita da membri del Servizio Informazioni denominato "i" , che dal gennaio al giugno 1944 mantenne i contatti tra la Resistenza toscana e i comandi alleati.

## Storia
Fin dall'8 settembre '43 i dirigenti del Partito d'Azione affidarono al Maggiore Flamini (in codice "SIEPI"), l’incarico di organizzare il Servizio di Informazione Militare con l’aiuto del Comandante Giuliano Calcini (in codice "NELSON"). L'idea era di organizzare una rete di radio che collegasse il Governo del Sud, gli Alleati e le altre organizzazioni partigiane, ma il progetto non si realizzò mai sia per motivi tecnici sia perché gli Alleati non vedevano di buon occhio una struttura che avrebbe costruito una opposizione unitaria al regime fascista. Grazie al Capitano Piccagli, all'Avvocato Bocci e ai loro compagni, Tristano Codignola (Pippo Codignola) Enzo Enriques Agnoletti, Carlo Ludovico Ragghianti, l'organizzazione riuscì a dotarsi di una prima Radio ricetrasmittente e nel gennaio del 1943 ci fu un contatto con l'VIII Armata degli Alleati che era sbarcata nell'Adriatico; successivamente alle verifiche fatte con Radio Bari e lo scambio di codici segreti, le comunicazioni furono avviate regolarmente,  aiutati da una ventina di collaboratori.
Le trasmissioni iniziarono a fine gennaio/inizi febbraio 1944 dalla prima sede della radio clandestina in piazza dell'Indipendenza e si protrassero fino alla liberazione; la sede fu ripetutamente spostata per sfuggire alla caccia di tedeschi e repubblichini. Le notizie raccolte dagli informatori, venivano vagliate, riassunte e comunicate settimanalmente ai Comandi interessati, per essere poi trasmesse agli Alleati.
Le informazioni riguardavano soprattutto i movimenti dei Nazisti (specie ferroviari) e l'ubicazione dei loro siti strategici nel comprensorio fiorentino. Il 2 giugno 1944 gli alleati paracadutarono nel Pratese alcuni loro uomini, per dare man forte alla radio. Il Comando Alleato si congratulò con Carlo Campolmi definendo il servizio svolto "fra i migliori servizi d'informazione militari col quale abbiamo avuto contatto su tutti i fronti"

### La retata tedesca

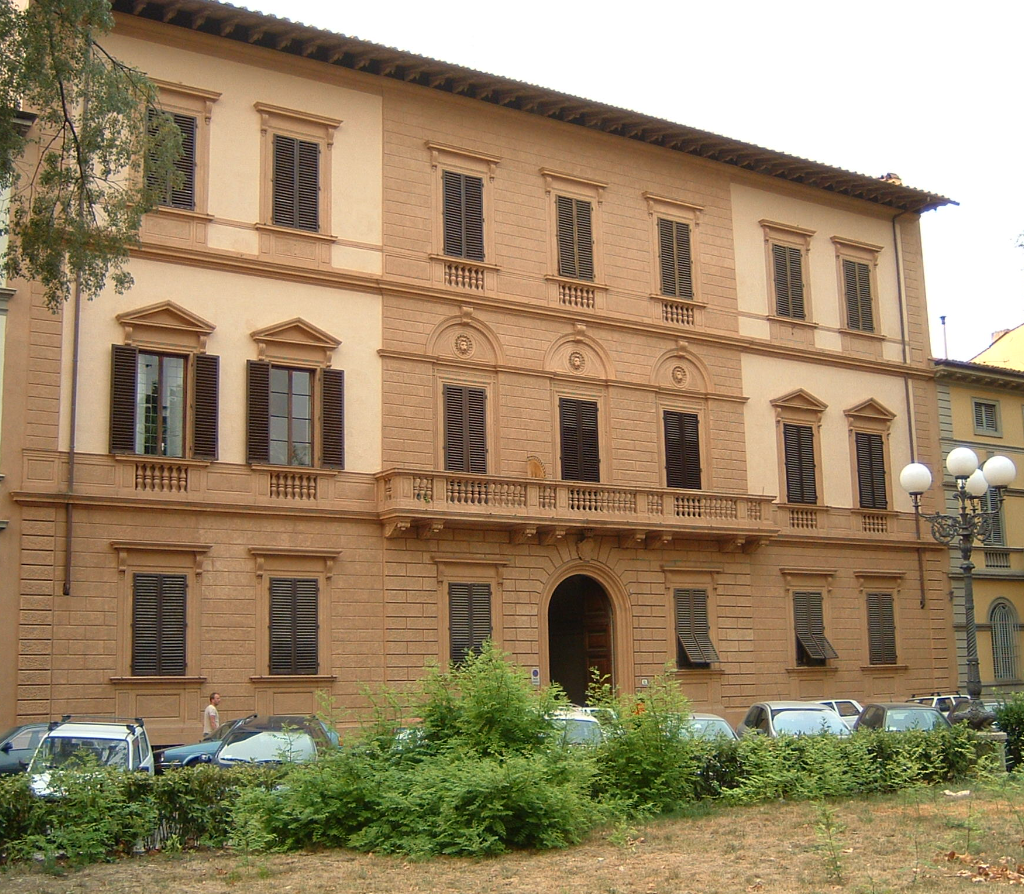
Ultima sede di Radio Co.Ra

L'ultima sede di Radio CORA fu in uno stabile di piazza d'Azeglio dove i tedeschi irruppero il 7 giugno 1944 a seguito di una delazione: un giovane speaker, Luigi Morandi, tentò un'estrema difesa e riuscì ad uccidere un giovane soldato tedesco, prima di essere ferito a morte. Nell'ambito della retata vennero arrestati altri collaboratori: Enrico Bocci, Carlo Campolmi, Giuseppe Cusmano, Gianfranco Desiderio Gilardini (detto "Franco") e Gilda Larocca. Il capitano dell'Aeronautica Italo Piccagli si consegnò spontaneamente ai repubblichini, sperando di scagionare gli altri. Carlo Ballario non fu arrestato in quanto si trovava fortuitamente in ospedale con Giovanna Sansughi, che sarebbe poi divenuta sua moglie nel 1946.

### L'esecuzione
Nei giorni successivi Italo Piccagli e quattro dei soldati alleati che erano stati paracadutati vennero portati vicino al torrente Terzolle in località Cercina (una frazione collinare di Sesto Fiorentino) e fucilati assieme alla partigiana Anna Maria Enriques Agnoletti e ad un partigiano cecoslovacco. Enrico Bocci, insieme ad altri componenti del gruppo, furono prima portati a Villa Triste per essere torturati dagli uomini della Banda Carità. Il corpo di Bocci non fu mai ritrovato. Gilda Larocca, Gianfranco Gilardini e Maria Luigia Guaita riuscirono a scappare dal treno e ad evitare la deportazione nei lager in Germania.

### Il servizio prosegue
Il servizio radio riuscì però a proseguire fino alla Liberazione di Firenze, grazie al Comandante Giuliano Calcini: l'unico a sfuggire all'agguato tedesco.
La vicenda è bene riassunta nel rapporto redatto nel '46 dal Comandante della Prima Divisione Partigiana Athos Albertoni.

## Onorificenze
Enrico Bocci, Italo Piccagli, Luigi Morandi e Anna Maria Enriques Agnoletti, furono insigniti della Medaglia d'Oro al valor militare alla memoria; un monumento fu eretto a Cercina per ricordare le vittime. Giuliano Calcini, fu insignito della medaglia d'Argento al V.M. per il ruolo che assunse in questa vicenda e per quella relativa alla difesa delle Officine Galileo.